# Associazione Calcio Cesena 1994-1995
Questa pagina raccoglie le informazioni riguardanti l'Associazione Calcio Cesena nelle competizioni ufficiali della stagione 1994-1995.

## Stagione
Nella stagione 1994-1995 il Cesena allenato da Bruno Bolchi disputa il campionato cadetto, ottiene l'ottavo posto sommando 51 punti. Da questa stagione in poi la vittoria viene corrisposta con tre punti, i 51 punti dei bianconeri sono la somma di 12 vittorie e di 15 pareggi, a fronte di 11 sconfitte. Il Cesena al termine del girone di andata è sesto con 27 punti, nel girone di ritorno ne raccoglie 24. Con 16 centri Dario Hubner è il miglior marcatore stagionale, 1 in Coppa Italia e 15 in campionato. Nella Coppa Italia i bianconeri superano il primo turno eliminando il Pescara, nel secondo turno lasciano il trofeo superati dal Genoa.

## Rosa
| N. |                   | Ruolo | Calciatore        |
| -- | ----------------- | ----- | ----------------- |
|    | Italia (bandiera) | D     | Antonio Aloisi    |
|    | Italia (bandiera) | C     | Massimo Ambrosini |
|    | Italia (bandiera) | P     | Enzo Biato        |
|    | Italia (bandiera) | D     | Fabio Calcaterra  |
|    | Italia (bandiera) | C     | Andrea Del Bianco |
|    | Italia (bandiera) | C     | Aldo Dolcetti     |
|    | Italia (bandiera) | D     | Andrea Farabegoli |
|    | Italia (bandiera) | A     | Dario Hübner      |
|    | Italia (bandiera) | C     | Vincenzo Maenza   |
|    | Italia (bandiera) | D     | Filippo Medri     |

| N. |                   | Ruolo | Calciatore            |
| -- | ----------------- | ----- | --------------------- |
|    | Italia (bandiera) | C     | Luigi Piangerelli     |
|    | Italia (bandiera) | C     | Adriano Piraccini     |
|    | Italia (bandiera) | C     | Alessandro Romano     |
|    | Italia (bandiera) | D     | Mirco Sadotti         |
|    | Italia (bandiera) | P     | Saul Santarelli       |
|    | Italia (bandiera) | A     | Lorenzo Scarafoni     |
|    | Italia (bandiera) | D     | Gianbattista Scugugia |
|    | Italia (bandiera) | D     | Andrea Sussi          |
|    | Italia (bandiera) | C     | Alessandro Teodorani  |
|    | Italia (bandiera) | A     | Gabriele Zagati       |

## Risultati

### Campionato

#### Girone di andata
| Arbitro: | Stafoggia (Pesaro) |

|                      |           |                             |
| Scarafoni 63’ (rig.) | Marcatori | 27’, 39’, 55’ F. Fermanelli |

| Arbitro: | Bolognino (Milano) |

|            |           |           |
| Caruso 35’ | Marcatori | 7’ Hubner |

| Arbitro: | Farina (Novi Ligure) |

|                                     |           |  |
| Hubner 15’ (rig.), 57’ Dolcetti 63’ | Marcatori |  |

| Lecce 25 settembre 1994 4ª giornata | Lecce           | 0 – 0 | Cesena | Stadio Via del Mare\| Arbitro: \| Dinelli (Lucca) \| |
| Arbitro:                            | Dinelli (Lucca) |       |        |                                                      |

| Arbitro: | Tombolini (Ancona) |

|                                       |           |  |
| Romano 37’ Dolcetti 69’ Piraccini 88’ | Marcatori |  |

| Ascoli Piceno 9 ottobre 1994 6ª giornata | Ascoli           | 0 – 0 | Cesena | Stadio Cino e Lillo Del Duca\| Arbitro: \| Arena (Ercolano) \| |
| Arbitro:                                 | Arena (Ercolano) |       |        |                                                                |

| Arbitro: | Bolognino (Milano) |

|                             |           |  |
| Scarafoni 35’ Teodorani 88’ | Marcatori |  |

| Cosenza 23 ottobre 1994 8ª giornata | Cosenza              | 0 – 0 | Cesena | Stadio San Vito\| Arbitro: \| D. Messina (Bergamo) \| |
| Arbitro:                            | D. Messina (Bergamo) |       |        |                                                       |

| Caltanissetta 30 ottobre 1994 9ª giornata | Palermo                       | 0 – 0 | Cesena | Stadio Pian del Lago\| Arbitro: \| Quartuccio (Torre Annunziata) \| |
| Arbitro:                                  | Quartuccio (Torre Annunziata) |       |        |                                                                     |

| Arbitro: | Gronda (Genova) |

|                       |           |             |
| Hubner 59’ Aloisi 80’ | Marcatori | 47’ Cossato |

| Arbitro: | Bettin (Padova) |

|             |           |            |
| Inzaghi 26’ | Marcatori | 75’ Maenza |

| Arbitro: | Brignoccoli (Ancona) |

|                   |           |                        |
| Atzori 25’ (aut.) | Marcatori | 82’ (rig.) Cornacchini |

| Arbitro: | Cardona (Milano) |

|                |           |              |
| Hubner 1’, 22’ | Marcatori | 7’ F. Marino |

| Arbitro: | Lana (Torino) |

|                      |           |            |
| Vecchiola 45’ (rig.) | Marcatori | 27’ Hubner |

| Arbitro: | De Santis (Tivoli) |

|              |           |               |
| Scugugia 12’ | Marcatori | 6’, 45’ Vieri |

| Arbitro: | Pellegrino (Barcellona Pozzo di Gotto) |

|                        |           |  |
| Montrone 58’ Gelsi 90’ | Marcatori |  |

| Arbitro: | Beschin (Legnago) |

|               |           |           |
| Scarafoni 90’ | Marcatori | 65’ Manzo |

| Arbitro: | De Prisco (Nocera Inferiore) |

|                         |           |              |
| Baglieri 13’ Sergio 90’ | Marcatori | 76’ Dolcetti |

| Arbitro: | Gronda (Genova) |

|            |           |  |
| Hubner 56’ | Marcatori |  |

#### Girone di ritorno
| Arbitro: | Tombolini (Ancona) |

|                          |           |  |
| F. Fermanelli 25’ (rig.) | Marcatori |  |

| Arbitro: | Lana (Torino) |

|                                   |           |  |
| Hubner 2’, 74’ Scarafoni 52’, 60’ | Marcatori |  |

| Arbitro: | Cinciripini (Ascoli Piceno) |

|          |           |               |
| Paci 18’ | Marcatori | 22’ Teodorani |

| Arbitro: | Bonfrisco (Monza) |

|                          |           |               |
| Ambrosini 41’ Maenza 81’ | Marcatori | 62’ Macellari |

| Arbitro: | Nicchi (Arezzo) |

|                                               |           |                    |
| Tudisco 42’, 66’ Pisano 61’, 64’ Richetti 62’ | Marcatori | 81’, 90’ Scarafoni |

| Arbitro: | Dinelli (Lucca) |

|               |           |  |
| Scarafoni 45’ | Marcatori |  |

| Arbitro: | De Santis (Tivoli) |

|              |           |            |
| Pistella 45’ | Marcatori | 90’ Hubner |

| Arbitro: | De Prisco (Nocera Inferiore) |

|  |           |                |
|  | Marcatori | 26’, 89’ Negri |

| Arbitro: | Farina (Novi Ligure) |

|                 |           |  |
| Piangerelli 65’ | Marcatori |  |

| Verona 9 aprile 1995 29ª giornata | Chievo               | 0 – 0 | Cesena | Stadio Marcantonio Bentegodi\| Arbitro: \| Brignoccoli (Ancona) \| |
| Arbitro:                          | Brignoccoli (Ancona) |       |        |                                                                    |

| Arbitro: | Pellegrino (Barcellona Pozzo di Gotto) |

|              |           |             |
| Scugugia 90’ | Marcatori | 63’ Piovani |

| Arbitro: | Gronda (Genova) |

|                        |           |                 |
| Cornacchini 81’ (rig.) | Marcatori | 34’ Piangerelli |

| Arbitro: | Bettin (Padova) |

|                                   |           |  |
| Pizzi 11’ (rig.) A. Carnevale 56’ | Marcatori |  |

| Arbitro: | Bazzoli (Merano) |

|               |           |                          |
| Teodorani 80’ | Marcatori | 72’ Morfeo 89’ Fortunato |

| Arbitro: | Brignoccoli (Ancona) |

|  |           |                          |
|  | Marcatori | 45’ Romano 55’ Teodorani |

| Cesena 21 maggio 1995 35ª giornata | Cesena        | 0 – 0 | Pescara | Stadio Dino Manuzzi\| Arbitro: \| Rosica (Roma) \| |
| Arbitro:                           | Rosica (Roma) |       |         |                                                    |

| Arbitro: | Dinelli (Lucca) |

|                          |           |  |
| Parente 22’ G. Rossi 86’ | Marcatori |  |

| Arbitro: | Franceschini (Bari) |

|                                     |           |                                |
| Hubner 28’ (rig.), 63’ Scugugia 59’ | Marcatori | 26’ Sesia 85’ (rig.) Artistico |

| Arbitro: | Cardona (Milano) |

|                                                       |           |                                            |
| Murgita 23’, 37’, 56’ Gasparini 34’, 54’ M. Rossi 87’ | Marcatori | 57’ (rig.), 79’ (rig.) Hubner 63’ Dolcetti |

### Coppa Italia
| Arbitro: | Arena (Ercolano) |

|  |           |            |
|  | Marcatori | 62’ Hubner |

| Arbitro: | Nicchi (Arezzo) |

|  |           |                    |
|  | Marcatori | 69’ (rig.) Ruotolo |

| Arbitro: | Brignoccoli (Ancona) |

|                  |           |  |
| Skuhravy 9’, 60’ | Marcatori |  |